# Canton du Crès
Le canton du Crès est une circonscription électorale française du département de l'Hérault créée par le décret du 26 février 2014 et entrée en vigueur lors des premières élections départementales suivant la publication du décret.

## Histoire
Un nouveau découpage territorial de l'Hérault (département) entre en vigueur à l'occasion des élections départementales de 2015. Il est défini par le décret du 26 février 2014, en application des lois du 17 mai 2013 (loi organique 2013-402 et loi 2013-403). Les conseillers départementaux sont, à compter de ces élections, élus au scrutin majoritaire binominal mixte. Les électeurs de chaque canton élisent au Conseil départemental, nouvelle appellation du Conseil général, deux membres de sexe différent, qui se présentent en binôme de candidats. Les conseillers départementaux sont élus pour 6 ans au scrutin binominal majoritaire à deux tours, l'accès au second tour nécessitant 12,5 % des inscrits au 1er tour. En outre la totalité des conseillers départementaux est renouvelée. Ce nouveau mode de scrutin nécessite un redécoupage des cantons dont le nombre est divisé par deux avec arrondi à l'unité impaire supérieure si ce nombre n'est pas entier impair, assorti de conditions de seuils minimaux. Dans l'Hérault, le nombre de cantons passe ainsi de 49 à 25.
Le nouveau canton du Crès est formé de communes des anciens cantons de Castries (10 communes) et de Castelnau-le-Lez (1 commune). Le canton est entièrement inclus dans l'arrondissement de Montpellier. Le bureau centralisateur est situé au Crès.

## Représentation
| Période élective | Période élective | Mandat | Mandat   | Identité              | Nuance | Nuance | Qualité |
| ---------------- | ---------------- | ------ | -------- | --------------------- | ------ | ------ | --- |
| 2015             | 2021             | 2015   | 2021     | Yvon Pellet           |        | DVG    | Maire de Saint-Geniès-des-Mourgues |
| 2015             | 2021             | 2015   | 2021     | Claudine Vassas Mejri |        | PS     | Maire de Castries Vice-présidente du Conseil départemental de l'Hérault |
| 2021             | 2028             | 2021   | en cours | Yvon Pellet           |        | DVG    | Conseiller sortant, 9ème Vice-président délégué à l'économie agricole et à l'aménagement rural, Président de la commission des finances et des marchés publics, administration générale, relations extérieures |
| 2021             | 2028             | 2021   | en cours | Claudine Vassas Mejri |        | PS     | Conseillère sortante, 2ème Vice-présidente, déléguée à l’insertion et l'économie solidaire |

### Résultats détaillés

#### Élections de mars 2015
À l'issue du 1er tour des élections départementales de 2015, trois binômes sont en ballottage : Yvon Pellet et Claudine Vassas Mejri (PS, 32,57 %), Lauriane Troise et Stéphane Vincent (FN, 29,37 %) et Aline Destaillats et Christophe Dudieuzere (UMP, 26,21 %). Le taux de participation est de 54,75 % (17 821 votants sur 32 547 inscrits) contre 51,87 % au niveau départemental et 50,17 % au niveau national.
Au second tour, Yvon Pellet et Claudine Vassas Mejri (PS) sont élus avec 43,45 % des suffrages exprimés et un taux de participation de 57,54 % (7 835 voix pour 18 727 votants et 32 545 inscrits).

#### Élections de juin 2021
Le premier tour des élections départementales de 2021 est marqué par un très faible taux de participation (33,26 % au niveau national). Dans le canton du Crès, ce taux de participation est de 34,24 % (12 229 votants sur 35 714 inscrits) contre 33,27 % au niveau départemental. À l'issue de ce premier tour, deux binômes sont en ballottage : Yvon Pellet et Claudine Vassas Mejri (PS, 54,33 %) et Claude Chabert et Lauriane Troise (RN, 28,36 %).
Le second tour des élections est marqué une nouvelle fois par une abstention massive équivalente au premier tour. Les taux de participation sont de 34,36 % au niveau national, 34,7 % dans le département et 34,97 % dans le canton du Crès. Yvon Pellet et Claudine Vassas Mejri (PS) sont élus avec 71,02 % des suffrages exprimés (8 469 voix pour 12 492 votants et 35 723 inscrits),,.

## Composition
Le nouveau canton du Crès comprend onze communes entières.
| Nom                             | Code Insee | Intercommunalité                   | Superficie (km2) | Population (dernière pop. légale) | Densité (hab./km2) | Modifier                                    |
| ------------------------------- | ---------- | ---------------------------------- | ---------------- | --------------------------------- | ------------------ | ------------------------------------------- |
| Le Crès (bureau centralisateur) | 34090      | Montpellier Méditerranée Métropole | 5,84             | 9 267 (2022)                      | 1 587              | modifier les données · modifier les données |
| Baillargues                     | 34022      | Montpellier Méditerranée Métropole | 7,68             | 7 793 (2022)                      | 1 015              | modifier les données · modifier les données |
| Beaulieu                        | 34027      | Montpellier Méditerranée Métropole | 7,73             | 2 239 (2022)                      | 290                | modifier les données · modifier les données |
| Castries                        | 34058      | Montpellier Méditerranée Métropole | 24,05            | 6 722 (2022)                      | 280                | modifier les données · modifier les données |
| Montaud                         | 34164      | Montpellier Méditerranée Métropole | 12,92            | 1 024 (2022)                      | 79                 | modifier les données · modifier les données |
| Restinclières                   | 34227      | Montpellier Méditerranée Métropole | 6,53             | 2 573 (2022)                      | 394                | modifier les données · modifier les données |
| Saint-Brès                      | 34244      | Montpellier Méditerranée Métropole | 4,86             | 3 462 (2022)                      | 712                | modifier les données · modifier les données |
| Saint-Drézéry                   | 34249      | Montpellier Méditerranée Métropole | 10,47            | 2 952 (2022)                      | 282                | modifier les données · modifier les données |
| Saint-Geniès-des-Mourgues       | 34256      | Montpellier Méditerranée Métropole | 11,37            | 2 112 (2022)                      | 186                | modifier les données · modifier les données |
| Sussargues                      | 34307      | Montpellier Méditerranée Métropole | 6,48             | 2 817 (2022)                      | 435                | modifier les données · modifier les données |
| Vendargues                      | 34327      | Montpellier Méditerranée Métropole | 8,98             | 7 157 (2022)                      | 797                | modifier les données · modifier les données |
| Canton du Crès                  | 3407       |                                    | 106,91           | 48 118 (2022)                     | 450                | modifier les données                        |

## Démographie
En 2022, le canton comptait 48 118 habitants, en évolution de +10,5 % par rapport à 2016 (Hérault : +7,49 %, France hors Mayotte : +2,11 %).
| 2013   | 2018   | 2022   |
| ------ | ------ | ------ |
| 41 191 | 45 002 | 48 118 |